# Supermarine Spitfire
Supermarine Spitfire là một mẫu máy bay tiêm kích, máy bay đánh chặn một chỗ ngồi của Anh được Không quân Hoàng gia Anh và nhiều nước Đồng Minh sử dụng trong Chiến tranh thế giới thứ hai đến tận những năm 1950. Nó được sản xuất với số lượng nhiều hơn cả trong số các mẫu máy bay của Đồng Minh, và là chiếc máy bay Đồng Minh duy nhất được sản xuất từ trước Thế chiến 2 (1938) cho đến tận thập niên 1950.
Được sản xuất bởi Supermarine, một công ty con của Vickers-Armstrongs, Spitfire được thiết kế bởi nhà thiết kế chính của công ty là R. J. Mitchell, đã tiếp tục hoàn thiện mẫu thiết kế của mình cho đến khi mất vì ung thư năm 1937; vị trí này trong công ty sau đó do do đồng nghiệp của ông là Joseph Smith đảm nhiệm.. Nó có cánh dạng bầu dục với mặt cắt ngang mỏng, cho phép tốc độ tối đa của Spitfire cao hơn so với chiếc Hawker Hurricane và các thiết kế hiện đại khác (khung máy bay (bao gồm thân, cánh, đuôi và bộ bánh đáp) hoàn toàn bằng kim loại (Duralumin hay Đura), buồng lái kín, bộ bánh đáp có thể thu vào, trang bị nhiều hơn 2 súng máy ở cánh thay vì ở mũi máy bay như các mẫu máy bay cùng thời với nó); nó cũng có một kiểu dáng khá đặc trưng, thon thả và mượt mà. Được các phi công ưa thích, Spitfire phục vụ trong suốt cả Thế Chiến II trên mọi mặt trận có sự tham chiến của người Anh và những năm sau chiến tranh với vai trò là máy bay huấn luyện và tuần tra trên không và cho đến nay là trong các chuyến bay tưởng niệm ngày chiến thắng phát xít Đức ở châu Âu (V-E day) và trận không chiến nước Anh.
Spitfire luôn được so sánh với đối thủ chính của nó, chiếc Messerschmitt Bf 109; cả hai đều là những mẫu máy bay tiêm kích tốt nhất thời điểm đó và có rất nhiều điểm tương đồng trong thiết kế (cả hai cùng sử dụng động cơ V-12 có bộ siêu nạp (supercharger) và được làm mát bằng chất lỏng (từ những biến thể đầu tiên cho đến những biến thể cuối cùng được đưa vào sản xuất và sử dụng), cùng với thiết kế khung máy bay hoàn toàn bằng kim loại, cabin lái kín, độ linh hoạt, khả năng chiến đấu xuất sắc nhờ được trang bị vũ khí đa dạng (mà chủ yếu là súng máy và pháo tự động 20 mm). Và cả hai mẫu máy bay đều là "xương sống" của lực lượng không quân sở hữu chúng.

## Thiết kế và phát triển
Nhà thiết kế chính của hãng Supermarine, R.J. Mitchell, đã từng chiến thắng bốn giải Schneider Trophy trong các cuộc đua thủy phi cơ bằng các thiết kế của ông (Sea Lion II năm 1922, S 5 năm 1927, S 6 năm 1929 và S 6b năm 1931), phối hợp các kiểu động cơ Napier Lion và Rolls-Royce "R" mạnh mẽ với những chú ý tỉ mỉ vào sự suôn thẳng mượt mà. Những chất lượng tương đương như vậy đã có ích cho việc thiết kế một chiếc máy bay tiêm kích, và vào năm 1931, Mitchell chế tạo ra một chiếc máy bay để đáp ứng một tiêu chuẩn của Bộ Hàng không (F7/30) về một kiểu máy bay tiêm kích cánh đơn mới và hiện đại.
Dự định đầu tiên về một chiếc máy bay tiêm kích đưa đến kết quả một chiếc máy bay cánh đơn có buồng lái dạng mở, cánh dạng hải âu và một bộ càng đáp lớn cố định, trang bị động cơ Rolls-Royce Goshawk làm mát bằng không khí. Chiếc Supermarine Kiểu 224 không đáp ứng các tiêu chuẩn đặt ra; cũng như mọi thiết kế cạnh tranh khác cũng đều thất bại.
Mitchell nhanh chóng chuyển hướng sự chú tâm của ông đến một thiết kế được cải tiến như một sự đầu tư cá nhân, dưới sự hậu thuẫn của chủ nhân Supermarine là Vickers-Armstrongs. Kiểu thiết kế mới bổ sung càng đáp xếp được, buồng lái kín, hệ thống thở oxy, và một động cơ mạnh mẽ hơn mới được phát triển Rolls-Royce PV-12, sau này được đặt tên là Merlin, sử dụng cho tất cả các phiên bản từ Spitfire Mk I đến Mk IX, sau đó kiểu động cơ Rolls Royce Griffon được sử dụng thay thế.
Đến năm 1935, Bộ Hàng không chứng kiến nhiều tiến bộ trong công nghiệp hàng không đủ để thử lại một kiểu máy bay cánh đơn lần nữa. Họ sau đó loại bỏ thiết kế chiếc Supermarine mới vì nó không mang được vũ khí là tám súng máy như yêu cầu đặt ra, và dường như không còn chỗ để làm điều đó.

### Thiết kế cánh dạng elip

Chiếc Spitfire bay bên trên bờ biển Anh Quốc

Một lần nữa, Mitchell lại có khả năng giải quyết vấn đề. Đã có dư luận cho là sau khi nhìn thấy nhiều kiểu máy bay Heinkel, ông đã quyết định sử dụng cánh dạng elip cho phép có chiều rộng cánh lớn hơn đủ chỗ cho tám súng máy theo yêu cầu, trong khi vẫn giữ được độ cản thấp của kiểu cánh đơn giản thiết kế trước đây. Chuyên viên khí động học của Mitchell là Beverley Shenstone, dù sao, cũng đã chỉ ra rằng kiểu cánh của Mitchell không phải là sự sao chép trực tiếp từ chiếc Heinkel He 70, như nhiều người đã nêu ra. Ngoài việc cánh của chiếc Spitfire mỏng hơn nhiều và có mặt cắt ngang hoàn toàn khác biệt, vấn đề ở chỗ sự phát triển song song trên cùng giải pháp kỹ thuật; cánh dạng elip có hiệu quả nhất trong sự phân phối lực nâng dọc theo sải cánh, và cũng có tính năng bay tốt ở tốc độ chòng chành - một điều luôn gắn bó cùng Mitchell. Cho dù thế nào, cánh dạng elip đã đủ để cho chiếc Kiểu 300 đạt được sự quan tâm của Bộ Hàng không, và họ đã cấp kinh phí bằng một tiêu chuẩn mới, F.10/35, được vạch ra dựa vào chiếc Spitfire.
Những đường nét bóng mượt của chiếc Spitfire góp phần khá lớn vào tính chất khí động học tuyệt vời, vẻ thanh nhã mẫu mực và thiết kế trong sáng. Điều này đặc biệt đúng khi dạng cánh elip đồng điệu với dạng máy bay. Thời gian đã chứng minh sự tiên tiến của thiết kế này so với các thiết kế khác đương thời; kiểu cánh elip cho phép đạt đến tốc độ cao hơn mà không mắc phải sự rung động cánh tà do tốc độ Mach, một hiện tượng tiếp tục làm hại nhiều thiết kế mới hơn. Kiểu cánh này cho phép đạt tốc độ an toàn ở Mach 0,83 và tối đa Mach 0,86, cung cấp một góc nhị diện 6° để gia tăng sự ổn định dọc. Dạng elip được chứng minh là dạng cánh hiệu quả nhất tối ưu hóa sự phân phối lực nâng dọc theo cánh, trong khi bề rộng cánh được thu nhỏ dần đưa đến kết quả có một tỉ lệ dài-rộng cánh cao, quan trọng để làm giảm nhẹ lực cản để dòng không khí không bị "gẩy’ trên cánh. Một điều quan trọng đáng kể khác là độ dày cánh thấp so với tỉ lệ bề rộng cánh - cánh mỏng giúp cho dòng không khí hiệu quả, một yếu tố quan trọng khác làm giảm lực cản. Các nỗ lực nhằm duy trì thiết kế cánh mỏng, lực cản thấp đưa đến kết quả là hệ thống càng đáp được xếp ra ngoài khi thu lại, một tư thế nhằm bố trí cơ cấu xếp càng cồng kềnh vào phần dày nhất của cánh gần sát thân, cho phép độ dày của cánh được giảm dần từ trong ra ngoài, duy trì được đặc tính khí động học ưa chuộng được cung cấp bởi kiểu thiết kế này. Tuy vậy điều này lại làm tổn hại đến tính năng điều khiển máy bay trên mặt đất; Spitfire tỏ ra không ổn định khi chạy trên đường lăn do vệt bánh đáp chính khá hẹp.
Dạng cánh elip được chọn do những đóng góp cho ưu thế khí động học, nhưng nó cũng là một loại cánh chế tạo rất phức tạp, trong khi kiểu cánh vuông góc của Messerschmitt Bf 109 lại dễ chế tạo cũng đem lại tính năng bay tương đương (đối chiếu từng phiên bản tương đương) so với Spitfire. Đã có báo cáo cho biết Bf 109 chỉ cần một-phần-ba số giờ công để chế tạo so với chiếc Spitfire.
Một thiếu sót trong thiết kế cánh mỏng của chiếc Spitfire bộc lộ ra khi chiếc máy bay đạt đến tốc độ rất cao. Khi phi công dự định lộn vòng ở tốc độ như vậy, những lực khí động học áp lên các cánh tà đủ mạnh để làm xoắn toàn bộ đầu cánh theo hướng ngược lại hướng lệch của cánh tà, đưa đến hậu quả là chiếc Spitfire lộn vòng theo hướng ngược lại dự tính của phi công.

### Tên gọi
Bộ Hàng không đề xuất một số tên gọi cho Vickers-Armstrongs cho chiếc máy bay mới, mà ban đầu tạm gọi là ’’’Kiểu 300’’’, bao gồm cả cái tên không hiện thực Shrew. Tên gọi Spitfire được đề nghị bởi Sir Robert MacLean, giám đốc của Vickers-Armstrongs thời đó, thường gọi đứa con gái Ann của ông là "spitfire nhỏ bé". Tên gọi này có nguồn gốc từ thời Elizabeth, chỉ đến một kiểu người đặc biệt sôi nổi, nồng nhiệt, dữ tợn; và vào thời đó, liên quan đến một bé gái hay phụ nữ có tính cách như thế. Cái tên này trước đó đã được dùng một cách không chính thức cho một thiết kế trước đây của Mitchell, chiếc F.7/30 Kiểu 224. Mitchell được tường thuật đã phát biểu rằng "một cái tên chết tiệt ngớ ngẩn mà người ta có thể chọn được", có thể là gián tiếp liên quan đến một kiểu máy bay không thành công trước đây trong số những thiết kế của ông được đặt cùng một tên đó.

## Sản xuất
Chiếc nguyên mẫu (K5054) bay lần đầu tiên ngày 5 tháng 5 năm 1936, tại sân bay Southampton (lúc đó còn mang tên là sân bay Eastleigh) chỉ bốn tháng sau chuyến bay đầu tiên của kiểu máy bay hiện đại Hawker Hurricane. Việc thử nghiệm được tiếp tục cho đến ngày 26 tháng 5 năm 1936 khi Đại úy J. "Mutt" Summers, phi công thử nghiệm chính của Vickers (Aviation) Ltd., lái chiếc K5054 đến căn cứ Không quân Hoàng gia RAF Martlesham Heath và bàn giao chiếc máy bay cho đơn vị thử nghiệm của Không quân Hoàng gia Anh.
Bộ Hàng không đặt hàng 310 chiếc vào ngày 3 tháng 6 năm 1936, ngay trước khi có các báo cáo thử nghiệm, và các báo cáo thử nghiệm cũng chỉ tiến hành theo cách nhỏ giọt. Công chúng Anh Quốc được thấy chiếc Spitfire lần đầu tiên tại buổi trưng bày hàng không tại sân bay Không quân Hoàng gia Hendon vào ngày thứ bảy 27 tháng 6 năm 1936.
Để chế tạo Spitfire với số lượng được đặt trước, một xưởng hoàn toàn mới được xây dựng tại Castle Bromwich, gần Birmingham, là một "bản sao" của xưởng ban đầu của hãng Supermarine tại Southampton. Mặc dù kế hoạch được sự lãnh đạo tuyệt đối bởi Lord Nuffield vốn là một chuyên gia về xây dựng quy mô trong công nghiệp động cơ và ô-tô, công việc xây dựng căng thẳng đòi hỏi tay nghề và kỹ thuật vượt ngoài kinh nghiệm của lực lượng lao động tại chỗ, nên đã cần đến nhân viên kinh nghiệm và kỹ sư của Supermarines và Vickers-Armstrongs. Vị trí được xây dựng nhanh chóng từ tháng 7 năm 1938, máy móc được lắp đặt hai tháng sau khi công việc được khởi đầu.
Đã có hơn 20.300 chiếc thuộc mọi phiên bản được chế tạo, bao gồm phiên bản hai chỗ ngồi dùng trong huấn luyện, một số chiếc Spitfire phục vụ cho đến tận những năm 1950. Mặc dù đối thủ chủ yếu thời chiến tranh, chiếc Messerschmitt Bf 109, trong nhiều phiên bản khác nhau, vượt hơn Spitfire về số lượng được sản xuất, Spitfire là kiểu máy bay tiêm kích Anh Quốc duy nhất được sản xuất liên tục trước, trong, và sau Thế Chiến II.

## Các phiên bản

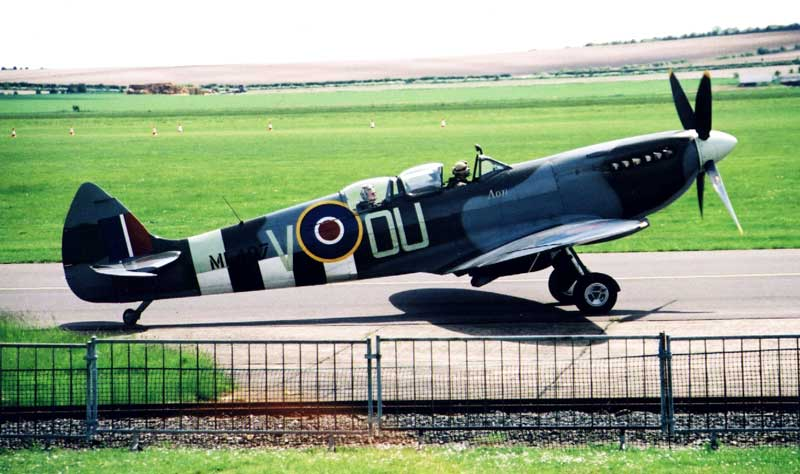
Chiếc "Grace Spitfire," một phiên bản huấn luyện, từng phục vụ trong Phi đội 485 Không quân Hoàng gia New Zealand. Duxford, 2001.

Nhà thiết kế chính của chiếc máy bay, R.J. Mitchell, luôn được ghi nhớ vì tác phẩm nổi tiếng của mình. Tuy nhiên sự phát triển của chiếc Spitfire không kết thúc sau cái chết vì bệnh ung thư ruột kết của ông năm 1937. Mitchell chỉ kịp nhìn thấy chiếc nguyên mẫu Spitfire cất cánh. Sau đó, Joseph Smith, một đồng nghiệp của Mitchell, đã tiếp quản và phát triển các phiên bản mạnh mẽ và tiềm năng hơn giúp cho chiếc Spitfire luôn là kiểu máy bay hàng đầu của Không quân Hoàng gia. Một sử gia đã ghi nhận: 'Nếu Mitchell được sinh ra để thiết kế Spitfire, thì Smith được sinh ra để bảo vệ và phát triển nó.'
Có đến 24 biến thể của chiếc Spitfire (được đánh dấu từ Mk I đến Mk XXIV) và nhiều biến thể nhỏ hơn, bao gồm từ động cơ đến vũ khí, các phiên bản cánh khác nhau và các phiên bản chuyên dụng (như phiên bản trinh sát hình ảnh tốc độ cao) cũng như các biến thể hoạt động trên các tàu sân bay của Hải quân Hoàng gia. Biến thể Mk V là biến thể được chế tạo nhiều nhất, với 6.479 chiếc, theo sau đó là Mk IX với 5.665 chiếc. Spitfire có nhiều kiểu cánh khác nhau và trang bị vũ khí cho mỗi kiểu cánh cũng khác nhau. Cánh kiểu A được trang bị tám súng máy .303 Browning (phiên bản Anh của khẩu Colt-Browning Pattern 1930, một phiên bản được Colt thiết kế dựa theo khẩu Browning M1919 của Quân đội Mỹ, với một số sửa đổi như chuyển đổi cỡ nòng, chỉnh sửa trạng thái khai hỏa của khóa nòng (từ bắn khi khóa nòng đóng thành bắn khi khóa nòng mở vì thuốc súng của đạn .303 của Anh sử dụng dễ cháy ngầm (cooking off) hơn đạn .30-06 của Mỹ dẫn đến những tai nạn không đáng có và một khóa nòng nhẹ hơn để có tốc độ bắn nhanh hơn), cánh kiểu B có bốn súng máy 0,303 in và hai khẩu pháo Hispano-Suiza HS.404 20 mm, và kiểu cánh C (Universal Wing) có thể gắn bốn pháo 20 mm hoặc tương tự cánh kiểu B. Khi chiến tranh tiếp diễn, kiểu cánh C càng trở nên thông dụng. Biến thể vũ khí cuối cùng là kiểu cánh E gắn hai pháo 20 mm và hai súng máy hạng nặng M2 Browning 0,50 inch.
Supermarine phát triển một phiên bản hai chỗ ngồi sử dụng trong huấn luyện và được đặt tên là T Mk VIII, nhưng không có đơn đặt hàng nào nhận được cho kiểu này và chỉ có một chiếc nguyên mẫu được chế tạo (ký hiệu N32/G-AIDN bởi Supermarine). Tuy nhiên, do không có một kiểu máy bay hai chỗ ngồi huấn luyện chính thức, một số khung máy bay được chuyển đổi sơ sài ngoài chiến trường. Chúng bao gồm một chiếc Mk VB của Không lực Hoàng gia ở Bắc Phi, nơi mà một chỗ ngồi thứ hai được lắp vào chỗ thùng nhiên liệu trên phía trước buồng lái, mặc dù nó không phải là máy bay có hai hệ thống điều khiển bay và được cho là chỉ sử dụng "loanh quanh" trong phi đội. Những chiếc duy nhất có được hai hệ thống điều khiển bay là một số nhỏ máy bay phiên bản Mk IX tại Liên Xô trong chương trình Cho thuê-Cho mượn. Chúng được biết dưới tên gọi Mk IX UTI và khác biệt với kiểu do Supermarine đề nghị là có một nóc buồng lái đôi dạng "nhà kính" hơn là dạng "giọt nước" được nâng cao của chiếc T Mk VIII. 

### Các phiên bản hải quân
Một phiên bản hải quân của chiếc Supermarine Spitfire, đặt tên là Seafire, được cải tiến đặc biệt để hoạt động trên các tàu sân bay. Cho dù không được thiết kế để chịu đựng những nhọc nhằn trong những hoạt động trên sàn đáp tàu sân bay, Spitfire được xem là ứng viên tốt nhất sẵn có vào lúc đó và được tiếp tục đưa ra phục vụ. Các cải tiến bao gồm móc hãm, cánh xếp được và các thiết bị chuyên dùng khác. Một số tính chất của kiểu thiết kế căn bản, cho dù không có vấn đề khi hoạt động trên đất liền, lại sinh ra vấn đề khi hoạt động trên tàu sân bay, ví dụ như là tầm nhìn trước mũi kém. Giống như Spitfire, chiếc Seafire có chiều rộng vệt bánh đáp khá hẹp, nên nó không hoàn toàn lý tưởng để hoạt động trên sàn đáp. Việc thêm vào các thiết bị để hoạt động trên tàu sân bay làm gia tăng trọng lượng chiếc máy bay, giảm độ ổn định ở tốc độ thấp, vốn là điểm mạnh của chiếc Spitfire và cần thiết trong các phi vụ như thế. Các phiên bản đầu của Seafire chỉ có tương đối ít cải tiến, nhưng các phiên bản sau Seafire được cải tiến triệt để và là một máy bay có tiềm năng.
Chiếc Seafire II đã vượt hơn chiếc A6M5 (Zero) về tính năng bay ở cao độ thấp khi hai kiểu máy bay này được thử nghiệm cùng nhau trong không chiến giả. Tuy nhiên, những máy bay tiêm kích hiện đại khác của Đồng Minh như F6F Hellcat và F4U Corsair, được xem là chắc chắn và thực tế hơn để hoạt động trên tàu sân bay. Một ưu thế về tính năng bay đã lấy lại được khi những phiên bản Seafire sau chiến tranh được trang bị động cơ Griffon đã vượt xa các tiền nhiệm trang bị động cơ Merlin. Chiếc Seafire được thay thế bằng chiếc Hawker Sea Fury trên hầu hết các tàu sân bay từ năm 1945. Tên gọi Seafire có được là do rút gọn lại từ ghép Sea Spitfire.

### Các phiên bản trang bị động cơ Griffon

Chiếc Spitfire đầu tiên trang bị động cơ Griffon, DP845.

Phiên bản Mk XII trang bị động cơ Griffon bay lần đầu tiên vào tháng 8 năm 1942, nhưng chỉ có năm chiếc được đưa ra hoạt động cho đến cuối năm. Phiên bản này có thể đạt đến tốc độ 400 mph khi bay ngang và đạt đến độ cao 10.000 m (30.000 ft) trong vòng dưới tám phút. Mặc dù chiếc Spitfire tiếp tục được cải thiện về tốc độ và vũ khí trang bị, tầm bay xa và trữ lượng nhiên liệu là một vấn đề lớn: nó tỏ ra "hụt chân" trong suốt vòng đời ngoại trừ vai trò trinh sát hình ảnh, khi các khẩu súng được tháo bỏ dành chỗ cho các thùng nhiên liệu bổ sung.
Những chiếc Spitfire mới trang bị động cơ Griffon được giới thiệu như là máy bay tiêm kích đánh chặn phòng thủ đảo nhà, nơi mà tầm bay bị hạn chế không phải là một trở ngại. Những chiếc Spitfire nhanh hơn này được sử dụng trong phòng thủ chống lại sự xâm nhập của những chiếc tiêm kích-ném bom tốc độ cao của Đức đến "ném-rồi-chạy" và những quả "bom bay" V-1 bên trên bầu trời Anh Quốc.
Khi những máy bay tiêm kích Mỹ đảm nhận vai trò hộ tống tầm xa cho những cuộc không kích ném bom ban ngày của Không lực Lục quân Hoa Kỳ, những chiếc Spitfire gắn động cơ Griffon dần dần đảm nhiệm vai trò tiêm kích chiếm ưu thế trên không như là máy bay đánh chặn, trong khi các phiên bản gắn động cơ Merlin (chủ yếu là Mk IX và XVI trang bị động cơ Packard) có vai trò tiêm kích-ném bom.
Cho dù các phiên bản gắn động cơ Griffon đánh mất một số tính năng điều khiển được ưa chuộng của các tiền nhiệm gắn động cơ Merlin, chúng giữ lại được ưu thế cơ động khi chiến đấu so với hầu hết các thiết kế máy bay hiện đại của Đức (và cả của Mỹ) tại châu Âu trong suốt vòng đời của nó.
Những chiếc Spitfire và Seafire gắn động cơ Griffon tiếp tục phục vụ trong nhiều phi đội của Không quân Phụ trợ Hoàng gia và Hải quân Trừ bị Tình nguyện Hoàng gia cho đến khi được tái trang bị vào những năm 1951 - 1952. Chuyến bay Spitfire phục vụ cuối cùng trong Không quân Hoàng gia thực hiện ngày 9 tháng 7 năm 1957 bởi chiếc PS583 từ căn cứ Woodvale, là hoạt động cuối cùng của một chiếc máy bay tiêm kích gắn động cơ piston trong Không quân Hoàng gia Anh Quốc.

## Lịch sử hoạt động

### Phục vụ ban đầu trong Không quân Hoàng gia
Chiếc Spitfire đầu tiên được đưa vào phục vụ trong Không quân Hoàng gia tại Phi Đội 19 tại căn cứ Không quân Hoàng gia Duxford vào ngày 4 tháng 8 năm 1938, và trong những tuần lễ sau đó chiếc máy bay được giao hàng với tộc độ một chiếc mỗi tuần cho cả phi đội 19 và 66 (cùng đặt căn cứ tại Duxford). Phi đội tiếp theo được trang bị Spitfire là Phi đội 41 đóng tại căn cứ Không quân Hoàng gia Catterick, sau đó là các phi đội đóng tại căn cứ Không quân Hoàng gia Hornchurch tại Essex. Cuộc ra mắt công chúng lần đầu tiên của chiếc Spitfire sơn màu của Không quân Hoàng gia là vào Ngày Hàng Không Đế Chế 20 tháng 5 năm 1939 tại cuộc trưng bày ở Duxford, trong đó một phi công đã đáp bằng bụng máy bay của anh sau khi quên hạ càng đáp và bị Bộ Hàng Không phạt 5 Bảng sau đó. Khi Thế Chiến II nổ ra, có khoảng 400 chiếc Spitfire đang phục vụ trong Không quân Hoàng gia, và thêm khoảng 2.000 chiếc đang được đặt hàng.
Trong một sự kiện được biết dưới tên Trận chiến Barking Creek vào ngày 6 tháng 9 năm 1939, máy bay Spitfire đã bắn vào một cặp Hawker Hurricane không may mắn thuộc Phi đội 56 Không quân Hoàng gia. Những chiếc Hurricane bị bắn rơi bởi những chiếc Spitfire thuộc Phi đội 74 Không quân Hoàng gia trong một sự cố bắn nhầm bên trên bầu trời Medway, dẫn đến cái chết của Thiếu úy Montague Leslie Hulton-Harrop, phi công Anh đầu tiên thiệt mạng trong Thế Chiến II.

### Trận chiến Anh Quốc
R.J. Mitchell và kiểu máy bay Spitfire thường được cho là tạo nên chiến thắng của Trận chiến Anh Quốc. Đây là một quan điểm thường được truyền bá trong văn hóa đại chúng, như trong phim The First of the Few. Tuy nhiên, việc duy trì tinh thần của nhân dân dưới các trận không kích mang tính sống còn, không nghi ngờ gì, chiếc Spitfire và những truyền thuyết của nó góp phần vào công cuộc này.
Spitfire là một trong những máy bay tốt nhất của cuộc chiến; ngay cả các phi công, sử gia và người thường đều thường cho rằng nó có tính lôi cuốn thẩm mỹ nhất. Tuy vậy, nó thường được so sánh với chiếc Hawker Hurricane, vốn được sử dụng với số lượng lớn trong những giai đoạn khó khăn của năm 1940. Mặc dù những chiếc Spitfire và Hurricane đời đầu đều trang bị vũ khí giống nhau (tám súng máy 7,696 mm/0,303 inch), việc sắp xếp các khẩu súng trên chiếc Hurricane tốt hơn, cho phép có một sơ đồ hỏa lực chụm hơn. Một tốc độ tối đa thấp hơn và tính năng bay kém hơn ở tầm cao làm cho những chiếc Hurricane trở nên mong manh hơn đối với những máy bay tiêm kích hộ tống Đức. Khi nào có thể, chiến thuật của Không quân Hoàng gia trong Trận chiến Anh Quốc là sử dụng các phi đội Hurricane để tấn công các máy bay ném bom, giữ lại những chiếc Spitfire để đối phó những máy bay tiêm kích hộ tống Đức. Tính chung, Hurricane bắn rơi nhiều máy bay của Không quân Đức hơn chiếc Spitfire, cả tiêm kích lẫn ném bom, chủ yếu là do thành phần nhiều hơn của Hurricane trên bầu trời. Bảy trong mỗi mười máy bay Đức bị tiêu diệt trong Trận chiến Anh Quốc là do phi công Hurricane. Thiệt hại cũng lớn hơn do số lượng máy bay Hurricane nhiều hơn. Phân tích sau chiến tranh cho thấy mặc dù được sử dụng với số lượng ít hơn, tỉ lệ thắng-thua của chiếc Spitfire có nhỉnh hơn chiếc Hurricane.
Các kiểu Mark I và Mark II phục vụ trong suốt trận chiến và sau đó đến tận năm 1941. Cả hai đều được trang bị tám súng máy Browning 0,303 inch. Rất thường gặp trong quá trình Trận chiến Anh Quốc, các máy bay Đức có thể quay trở về căn cứ an toàn với số lượng nhiều đáng ngạc nhiên các lỗ đạn 0,303 inch vì các máy bay Không quân Đức nhận được nhiều vỏ giáp tiến bộ hơn tại các vùng trọng yếu. Việc sử dụng một số lượng nhỏ hơn súng máy nặng có cỡ nòng lớn hơn sẽ mang lại hiệu quả hơn, và điều này được điều chỉnh trong các phiên bản Spitfire tiếp theo. Kiểu Mark V đưa vào hoạt động từ đầu năm 1941 và là phiên bản đầu tiên được trang bị pháo tự động hiệu quả và tin cậy (phiên bản Mark IB của 19 phi đội từng được thử gắn hai pháo Hispano-Suiza HS.404 20 mm vào năm 1940, cho dù việc thường xuyên tắc nghẽn làm cho kiểu này bị thay thế bằng máy bay vũ trang thông thường vào tháng 9 năm 1940). Cấu hình "B" gồm hai pháo 20 mm và bốn súng máy 0,303 inch trở thành tiêu chuẩn trong những năm giữa của chiến tranh.
Một kiểu máy bay đương thời, chiếc Messerschmitt Bf 109 của Không quân Đức, có kích thước, tính chất và tính năng bay tương tự với chiếc Spitfire. Một vài lợi thế vốn có giúp cho chiếc Spitfire chiến thắng nhiều trận không chiến, đáng chú ý nhất là độ cơ động: chiếc Spitfire có tốc độ quay vòng lớn hơn chiếc Messerschmitt. Tầm nhìn từ buồng lái tốt cũng có thể là một yếu tố, vì những chiếc Bf 109 đời đầu có một ngăn chật hẹp với các cửa sổ gồm khung gắn nhiều tấm. Công bằng mà nói, chúng ít gây ra sự méo hình ảnh hơn nóc buồng lái được "thổi" từ kính Plexiglass. Khi các phi công Đức thấy cái mà họ nghĩ là chiếc Spitfire mà không rõ kiểu máy bay thực sự, họ thường gọi cho nhau qua vô tuyến và nói "Achtung! Schpitfeur" (Coi chừng, Spitfire đấy), mà sau này dẫn đến cái được gọi là "nỗi ám ảnh Spitfire". Tại Malta, không có khả năng tung ra một cuộc tấn công, một phi công Canada được trang bị một bộ radio đặt trên mặt đất, đã ra những mệnh lệnh giả bằng tiếng Đức và hậu quả là hai chiếc Bf 109 đã bắn rơi lẫn nhau trong sự hoảng loạn tưởng là có một chiếc Spitfire đang đến.
Trong giai đoạn phát triển đầu tiên, động cơ Merlin không được phun nhiên liệu trực tiếp, nên cả Spitfire lẫn Hurricane, không như chiếc Bf 109E, không thể chúc đầu máy bay để bổ nhào lâu được. Điều đó có nghĩa là những máy bay tiêm kích Đức chỉ cần đơn giản bổ nhào hết ga để thoát khỏi cú tấn công, để lại chiếc Spitfire bị khục khắc đàng sau vì nhiên liệu bị gia tốc G âm đẩy hết ra khỏi bộ chế hòa khí. Phi công tiêm kích Không quân Hoàng gia không lâu sau học được cách "lộn nữa vòng" máy bay của họ trước khi bổ nhào nhằm tấn công đối thủ. Việc sử dụng bộ chế hòa khí không phun nhiên liệu đã được tính toán để cung cấp công suất đặc dụng do nhiệt độ thấp, và do đó có nồng độ hỗn hợp nhiên liệu-khí cao hơn được nạp vào động cơ so với hệ thống phun nhiên liệu. Vào tháng 3 năm 1941, một màng chắn kim loại có một lỗ thủng được gắn ngang buồng nổi của bộ chế hòa khí. Nó cải thiện được phần nào vấn đề thiếu hụt nhiên liệu khi bổ nhào, và được biết đến dưới cái tên "cái lỗ của cô Shilling" vì nó được phát minh bởi một nữ kỹ sư, Beatrice "Tilly" Shilling. Các cải tiến khác được đưa ra trong suốt quá trình phát triển loạt động cơ Merlin, với việc phun nhiên liệu trực tiếp được áp dụng vào năm 1943. Việc sản xuất phiên bản Spitfire Mk XII trang bị động cơ Griffon đã được bắt đầu một năm trước đó.

### Tấn công châu Âu 1941-1943
Việc chiếc Focke-Wulf Fw 190 được đưa vào hoạt động vào cuối năm 1941 dọc theo Eo biển Anh Quốc gây một cú sốc cho Bộ chỉ huy Tiêm kích Không quân Hoàng gia; chiếc máy bay tiêm kích Đức mới tỏ ra vượt trội hơn phiên bản Mark VB đang có trong mọi tính năng ngoại trừ đường kính quay vòng. Số máy bay Spitfire của Bộ chỉ huy Tiêm kích bị thiệt hại nặng nề, và ưu thế trên không chuyển sang phía Không quân Đức hầu như trong suốt năm 1942, cho đến khi phiên bản Mark IX trang bị động cơ Merlin 61 bắt đầu hoạt động với số lượng đáng kể. Trong một cố gắng nhằm đạt được một ít độ cân bằng so với chiếc Fw 190, một số phi đội vẫn đang sử dụng phiên bản Mark V nhận được sự cải tiến đặc biệt với đầu cánh được cắt bớt bốn feet (để cải thiện tốc độ lộn vòng) và giảm số cánh quạt trong bộ siêu tăng áp động cơ Merlin để có tính năng hoạt động tối ưu ở độ cao thấp. Những máy bay này được đặt tên chính thức là LF Mark V, nhưng cũng được các phi công gọi là "Clipped, Clapped and Cropped Spit" (Spitfire bị cắt, vỗ, xén), cũng mang một ý nghĩa khác là trong thực tế nhiều chiếc Spitfire như vậy sau khi cải tiến, sẽ có được những ngày tươi sáng hơn.
Khi chiến dịch ném bom chiến lược Mỹ được chuẩn bị tung ra vào giữa năm 1943, nhu cầu cần có máy bay tiêm kích hộ tống khiến phần lớn lực lượng Spitfire của Bộ chỉ huy Tiêm kích được dùng cho vai trò này, khi mà các phi đoàn tiêm kích Mỹ vẫn còn đang được chuẩn bị. Tuy nhiên, tầm bay không đủ dài của chiếc Spitfire khiến các hoạt động hỗ trợ từ phía Không quân Hoàng gia chỉ giới hạn ở phía Bắc nước Pháp và eo biển Anh Quốc. Khi cuộc chiến ngày càng ác liệt trên phần đất châu Âu bị chiếm đóng, những máy bay tiêm kích của Không lực Mỹ như P-47, P-38 và P-51 chịu đựng gánh nặng bảo vệ những chiếc máy bay ném bom. Các phi đội Spitfire IX phải chờ cho đến thời gian của chúng, cho đến lúc tấn công châu Âu, trước khi đối địch một cách toàn diện với lực lượng tiêm kích của Không quân Đức.

### Mặt trận Địa Trung Hải
Những chiếc Spitfire đầu tiên có mặt chiến đấu tại nước ngoài là phiên bản Mark V cất cánh từ sàn đáp tàu sân bay HMS Eagle  đến Malta vào tháng 3 năm March 1942. Trong những tháng tiếp theo sau, khoảng 275 chiếc Spitfire được giao đến hòn đảo bị bao vây. Để đối phó tình trạng bụi bặm thường gặp, chiếc Spitfire được gắn một bộ lọc không khí Vokes to dưới mũi máy bay, làm giảm tính năng bay do tăng lực cản trên chiếc máy bay. Phiên bản Spitfire V, và sau này là phiên bản Mark VIII được cải tiến nhiều hơn và tầm bay xa hơn, không lâu sau đã sẵn sàng để hoạt động tại Mặt trận Bắc Phi, và từ đó về sau, đóng vai trò chủ yếu trong Không quân Hoàng gia, Không quân Nam Phi và Không lực Lục quân Hoa Kỳ trong các chiến dịch tại Sicilia và Italy.
Sau khi Mussolini bị hạ bệ và thỏa thuận đình chiến vào ngày 9 tháng 9 năm 1943, Không quân Co-Belligerent Italy (ICAF) bắt đầu được trang bị những chiếc máy bay Spitfire Mk V dư ra trong các phi vụ tấn công mặt đất được thực hiện tại Albania kể từ ngày 23 tháng 10 năm 1944. Đến ngày 31 tháng 12 năm 1944 có 17 chiếc Mk V Spitfire được đưa vào hoạt động, và sau đó sở hữu được tổng cộng 40 chiếc MK V. Hai chiếc Spitfire Italy đã bay phi vụ cuối cùng trong cuộc chiến tranh tại châu Âu vào ngày 5 tháng 5 năm 1945.

### châu Á và Thái Bình Dương
Không quân Hoàng gia Australia, Không quân Hoàng gia Ấn Độ và Không quân Hoàng gia Anh cũng sử dụng những chiếc Spitfire để chống lại các lực lượng Nhật Bản tại Mặt trận Thái Bình Dương. Những chiếc Spitfire đầu tiên tại Viễn Đông là hai chiếc máy bay phiên bản trinh sát hình ảnh (PR IV) bắt đầu hoạt động từ tháng 10 năm 1942. Các trận không kích của Nhật Bản vào phía Bắc Australia trong những năm 1942-1943 đã thúc đẩy sự thành lập Phi đoàn 1 Không quân Hoàng gia Australia vào cuối năm 1942 (bao gồm Phi đội 54 Không quân Hoàng gia Anh, các Phi đội 452 và 457 Không quân Hoàng gia Australia), được trang bị Spitfire Vb. Phi đoàn này đến Darwin vào tháng 2 năm, và tham gia chiến đấu thường xuyên cho đến tận tháng 9. Tại chiến trường Ấn Độ-Miến Điện, những chiếc Spitfire V đầu tiên chỉ có mặt vào tháng 9 năm 1943. Những chiếc Spitfire phiên bản Mk VIII được giao cho Không quân Hoàng gia Australia vào tháng 4 năm 1944. Phi công Spitfire tại châu Á và Thái Bình Dương đã rất ngạc nhiên khi khám phá ra rằng họ không thể đuổi theo nhiều kiểu máy bay tiêm kích Nhật Bản, như là chiếc A6M-Zero, khi lượn vòng. Điều mỉa mai là, họ buộc phải áp dụng chiến thuật tương tự như các phi công Đức thường dùng khi phải đối mặt với những chiếc Spitfire: sử dụng tốc độ cao đặc biệt là khi bổ nhào, để tấn công nhào xuống, vào những chiếc máy bay Nhật vốn đã đạt đến giới hạn của tầm bay.

### Ngày D và sau đó
Sau cuộc Đổ bộ Normandy, các phi đội Spitfire được chuyển sang bên kia Eo biển Anh Quốc, hoạt động từ các sân bay chiến thuật dã chiến gần tiền duyên đối phương. Vì các lực lượng không quân Đồng Minh đã chiếm được ưu thế trên không, phi công Spitfire ít có dịp chiến đấu cùng máy bay tiêm kích Đức, tập trung những nỗ lực của họ trên lãnh thổ Đức để tấn công các mục tiêu dưới đất và hỗ trợ chiến thuật cho các đơn vị lục quân. Hệ thống làm mát động cơ Merlin bằng glycol tỏ ra đặc biệt mong manh trước hỏa lực mặt đất cỡ nhỏ, chỉ cần một viên đạn không đúng chỗ là đủ để làm hỏng động cơ.
Những phiên bản Spitfire mới hơn và nhanh hơn được giữ lại nước Anh để đối phó cuộc tấn công của những trái bom bay V-1 Đức từ giữa năm 1944, cho dù những máy bay này cũng được bố trí bên kia Eo biển Anh Quốc trước khi cuộc chiến tại châu Âu kết thúc.

### Phục vụ sau chiến tranh
Sau Thế Chiến II, Spitfire được giữ lại phục vụ trong không lực của nhiều nước trên thế giới, và tiếp tục sử dụng cho đến tận thập niên 1960.
Châu Âu
Không lâu sau khi Thế Chiến II kết thúc, Không quân Thụy Điển trang bị cho Phi đoàn trinh sát hình ảnh F 11 tại Nyköping (phía Nam Stockholm) với 50 chiếc Mk XIX, được đặt tên là S 31. Nhiều phi vụ trinh sát hình ảnh được chiếc S 31 thực hiện vào cuối những năm 1940 đưa đến việc vi phạm trắng trợn không phận Xô Viết, và ít nhất một lần không phận Phần Lan, nhằm ghi nhận các hoạt động bố trí căn cứ của không lực và hải lực Xô Viết tại khu vực Baltic và Kola. Vào lúc đó không có chiếc máy bay tiêm kích Xô Viết nào có thể đạt đến trần bay hoạt động của chiếc S 31. Không có chiếc máy bay Thụy Điển nào bị mất trong các hoạt động bí mật này. Tuy nhiên cho đến đầu những năm 1950, lực lượng phòng không Xô Viết đã trở nên hiệu quả đến mức các hoạt động đó phải chấm dứt. Những chiếc S 31 được thay thế bằng những chiếc SAAB S 29C động cơ phản lực vào giữa những năm Thập niên 1950.
Những chiếc Spitfire đã đóng vai trò quan trọng trong cuộc Nội chiến Hy Lạp, được Không quân Hoàng gia Anh và Không quân Nam Phi sử dụng vào tháng 10 đến tháng 12 năm 1944, và bởi Không quân Hy Lạp từ năm 1946 đến cuối cuộc chiến vào tháng 8 năm 1949.
Sau Thế Chiến II, tám chiếc Spitfire Mk V còn bay được của Không quân Italy được bổ sung bởi 145 chiếc Mk IX (sở hữu trong hai đợt gồm 60 và 85 máy bay). Những chiếc Spitfire được đưa vào hoạt động trong các Phi đoàn 51 và 5 thực hiện các phi vụ trinh sát tại Balkans cũng như phối hợp cùng Lục quân Italy và thực hiện nhiệm vụ phòng thủ. Được các phi công ưa chuộng, Spitfire cũng tham gia nhiều cuộc đua hàng không sau chiến tranh tranh các giải thưởng bao gồm giải Zerbinati. Những chiếc Spitfire Mk IX phục vụ cho đến năm 1950-1952 khi một nhóm nhỏ gồm 30 còn lại được cung cấp cho Không quân Israel (HHA); rồi sau đó, những máy bay cũ của Italy được gửi cho Miến Điện vào năm 1954-1955. Ngày hôm nay, một chiếc Spitfire Mk IX của Không quân Italy, số hiệu MM.4084, đang được trưng bày tại Vigna di Valle, Roma.
Trung Đông
Spitfire tham gia những trận chiến cuối cùng trong Chiến tranh Ả-rập-Israel 1948, khi mà, trong sự ngoắt ngoéo lạ lùng, những chiếc Spitfire của Không quân Israel được lái bởi những cựu phi công của Không quân Hoàng gia Anh như Ezer Weizman đã giao chiến cùng những chiếc Spitfire của Không quân Ai Cập và của Không quân Hoàng gia Anh.

## Các kỷ lục về tốc độ và cao độ

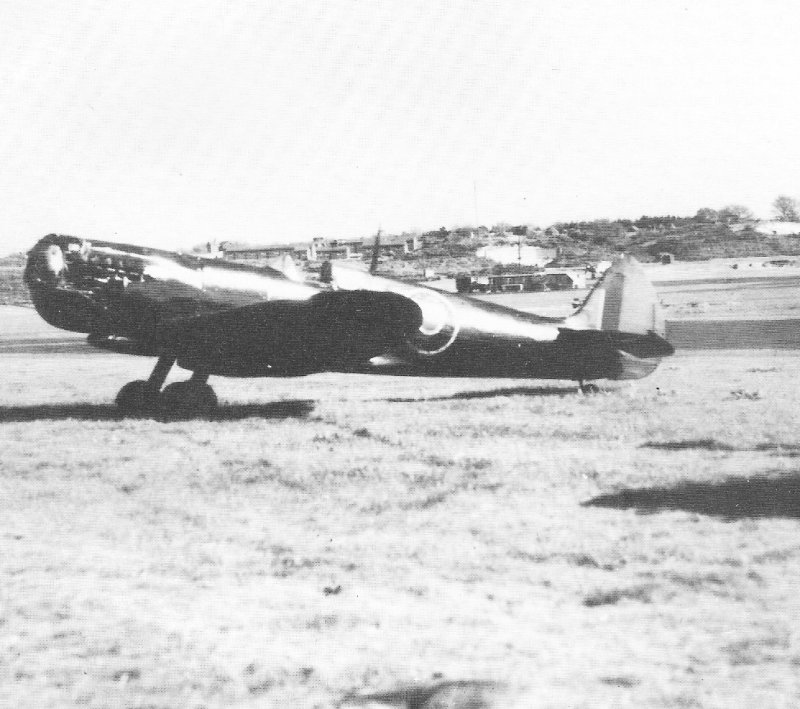
Chiếc Spitfire Mk XI do Thiếu tá Martindale điều khiển, được thấy ở đây sau chuyến bay ngày 27 tháng 4 năm 1944 trong đó nó bị hư hại sau khi đạt được tốc độ 975 km/h (606 mph).

Bắt đầu từ cuối năm 1943, các thử nghiệm bổ nhào tốc độ cao được thực hiện tại Farnborough để khám phá các đặc tính điều khiển của chiếc máy bay khi tốc độ đạt gần đến hàng rào âm thanh (tức là khởi đầu các hiệu ứng do nén). Bởi vì nó là chiếc máy bay đạt được tốc độ nhanh nhất gần tốc độ âm thanh (Mach), chiếc Spitfire XI được chọn để tham gia các thử nghiệm này. Do độ cao cần thiết phải đạt được dùng cho việc bổ nhào này, một kiểu cánh quạt nhẹ Rotol được trang bị để ngăn ngừa quá tải vòng quay động cơ. Trong những thử nghiệm như vậy mà chiếc máy bay số hiệu EN409, do Thiếu tá J. R. Tobin điều khiển đã đạt được tốc độ 975 km/h (606 mph; Mach 0.891) trong một cú bổ nhào 45°. Vào ngày 27 tháng 4 năm 1944 chiếc máy bay đó bị hỏng động cơ trong một lần bổ nhào được thực hiện bởi Thiếu tá A. F. Martindale, cánh quạt và hộp số giảm tốc bị vỡ. Martindale đã lướt thành công quãng đường 30 km (20 dặm) quay trở về sân bay và hạ cánh an toàn.
Vào ngày 5 tháng 2 năm 1952, một chiếc Spitfire Mk 19 thuộc Phi đội 81 Không quân Hoàng gia trú đóng tại Hồng Kông đã đạt được có lẽ là độ cao cao nhất từng đạt đến bởi một chiếc Spitfire. Viên phi công, Đại úy Ted Powles, đang trong một chiến bay thường xuyên khảo sát nhiệt độ không khí bên ngoài và báo cáo về những điều kiện khí hậu khác tại những cao độ khác nhau nhằm chuẩn bị cho các dịch vụ hàng không trong khu vực. Ông đã đạt đến độ cao danh định 15.240 m (50.000 ft) và độ cao thực là 15.712 m (51.550 ft), là độ cao cao nhất từng được ghi nhận bởi một chiếc Spitfire. Áp lực bên trong buồng lái giảm đến mức dưới an toàn, và trong khi hạ độ cao, ông bị lọt vào một cú bổ nhào không kiểm soát được làm rung lắc máy bay dữ dội. Ông sau cùng lấy lại được sự kiểm soát máy bay ở độ cao khoảng dưới 900 m (3.000 ft), và đã hạ cánh an toàn mà không bị hư hại gì cho chiếc máy bay. Các thiết bị đã ghi nhận được là trong khi bổ nhào, ông đã đạt đến tốc độ 1110 km/h (690 mph) hay Mach 0,94, vốn là tốc độ nhanh nhất đạt được bởi một chiếc máy bay cánh quạt. Ngày nay, người ta hầu như tin rằng con số tốc độ này là kết quả của các sai lầm về công cụ đo và có thể xem như không thực tế.

## Các nước sử dụng

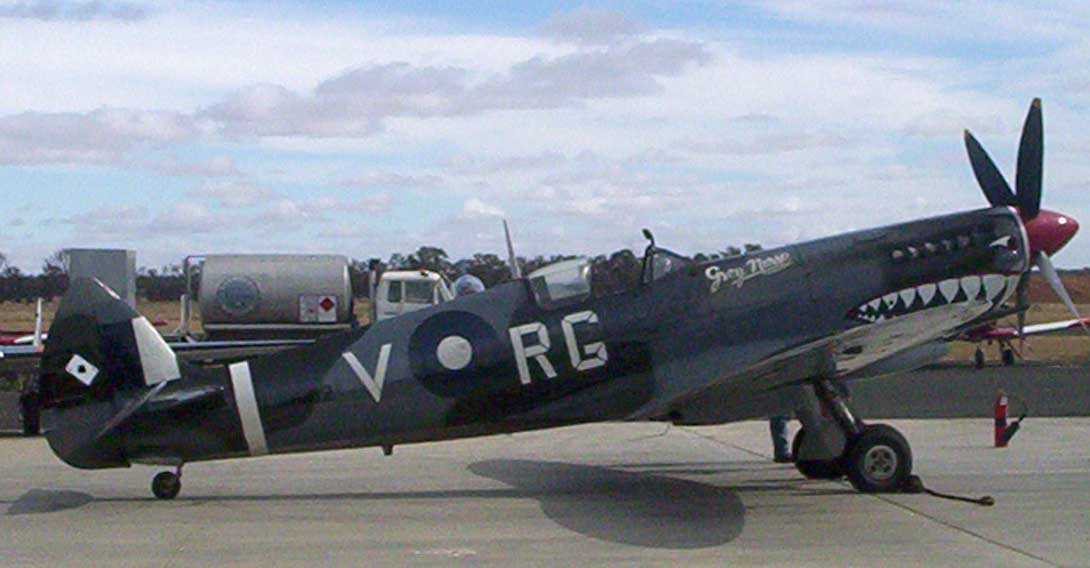
Chiếc Spitfire Mk VIII "Grey Nurse" từng hoạt động cùng Phi đội 457 Không quân Hoàng gia Australia tại Mặt trận Tây Nam Thái Bình Dương, là một trong hai chiếc Spitfire còn bay được tại Australia, cả hai thuộcquyền sử hữu của Bảo tàng Hàng không Temora.

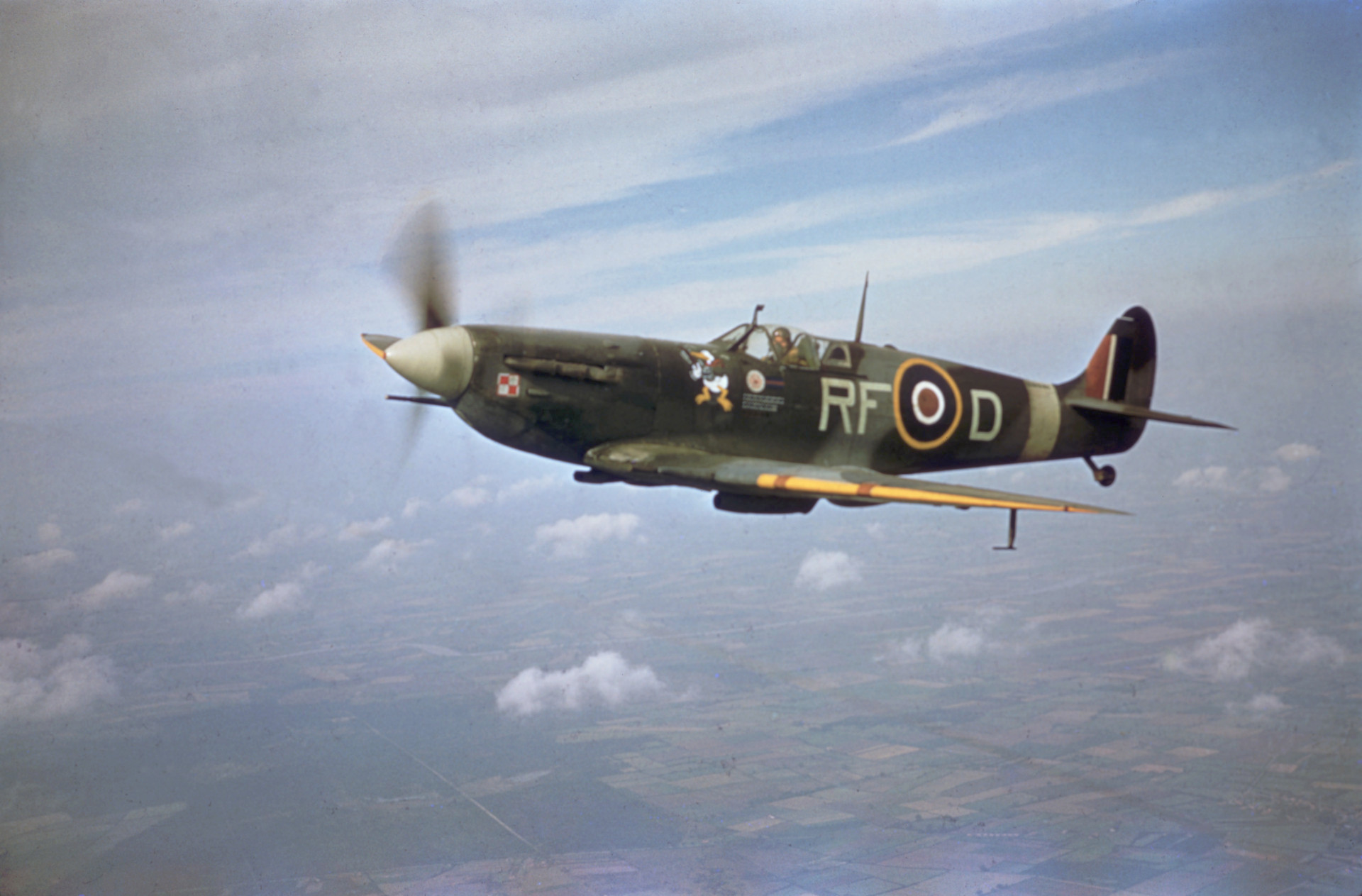
Chiếc Spitfire Mk V thuộc Phi đội 303 Kościuszko Quân đội Ba Lan lái bởi Thiếu tá Zumbach

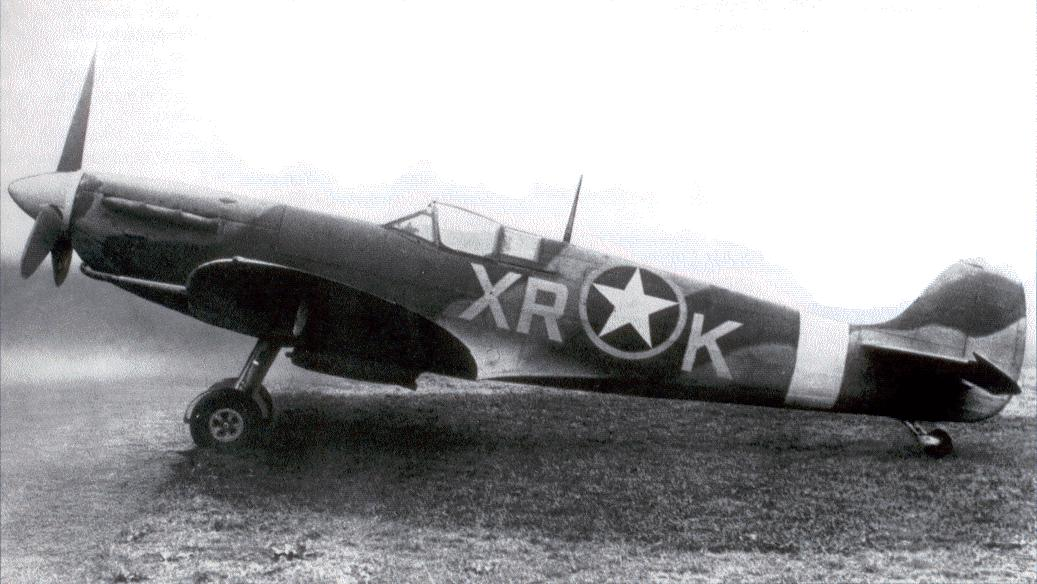
Chiếc Spitfire MK V của Không quân Hoa Kỳ thuộc Phi đội Tiêm kích 334, Liên đội Tiêm kích 4.

Úc
 Bỉ
 Myanmar
 Canada
 Đài Loan
 Đan Mạch
 Egypt
 Pháp
 Germany
 Greece
 Hong Kong
 Ấn Độ
 Ireland
 Israel
 Ý
 Hà Lan
 New Zealand
 Na Uy
 Ba Lan
 Bồ Đào Nha
 Philippines
 South Africa
 Liên Xô
 Thụy Điển
 Syria
 Thái Lan
 Thổ Nhĩ Kỳ
 Anh Quốc
 United States
 Nam Tư

## Đặc điểm kỹ thuật (Spitfire Mk Vb)
Tham khảo: The Great Book of Fighters và Jane’s Fighting Aircraft of World War II

### Đặc tính chung
- Đội bay: 01 người
- Chiều dài: 9,12 m (29 ft 11 in)
- Sải cánh: 11,23 m (36 ft 10 in)
- Chiều cao: 3,86 m (11 ft 5 in)
- Diện tích bề mặt cánh: 22,48 m² (242,1 ft²)
- Lực nâng của cánh: 119,91 kg/m² (24,56 lb/ft²)
- Trọng lượng không tải: 2.309 kg (5.090 lb)
- Trọng lượng có tải: 3.000 kg (6.622 lb)
- Trọng lượng cất cánh tối đa: 3.071 kg (6.770 lb)
- Động cơ: 1 x động cơ Rolls-Royce Merlin-45 V12 siêu tăng áp, công suất 1.470 mã lực (1.096 kW) ở độ cao 2.820 m (9.250 ft)

### Đặc tính bay
- Tốc độ lớn nhất: 605 km/h (330 knot, 378 mph)
- Tầm bay tối đa: 1. 840 km (991 nm, 1.140 mi)
- Bán kính chiến đấu: 760 km (410 nm, 470 mi)
- Trần bay: 11.300 m (35.000 ft)
- Tốc độ lên cao: 13,5 m/s (2.665 ft/min)
- Tỉ lệ công suất/khối lượng: 0,36 kW/kg (0,22 hp/lb)

## Liên kết ngoài

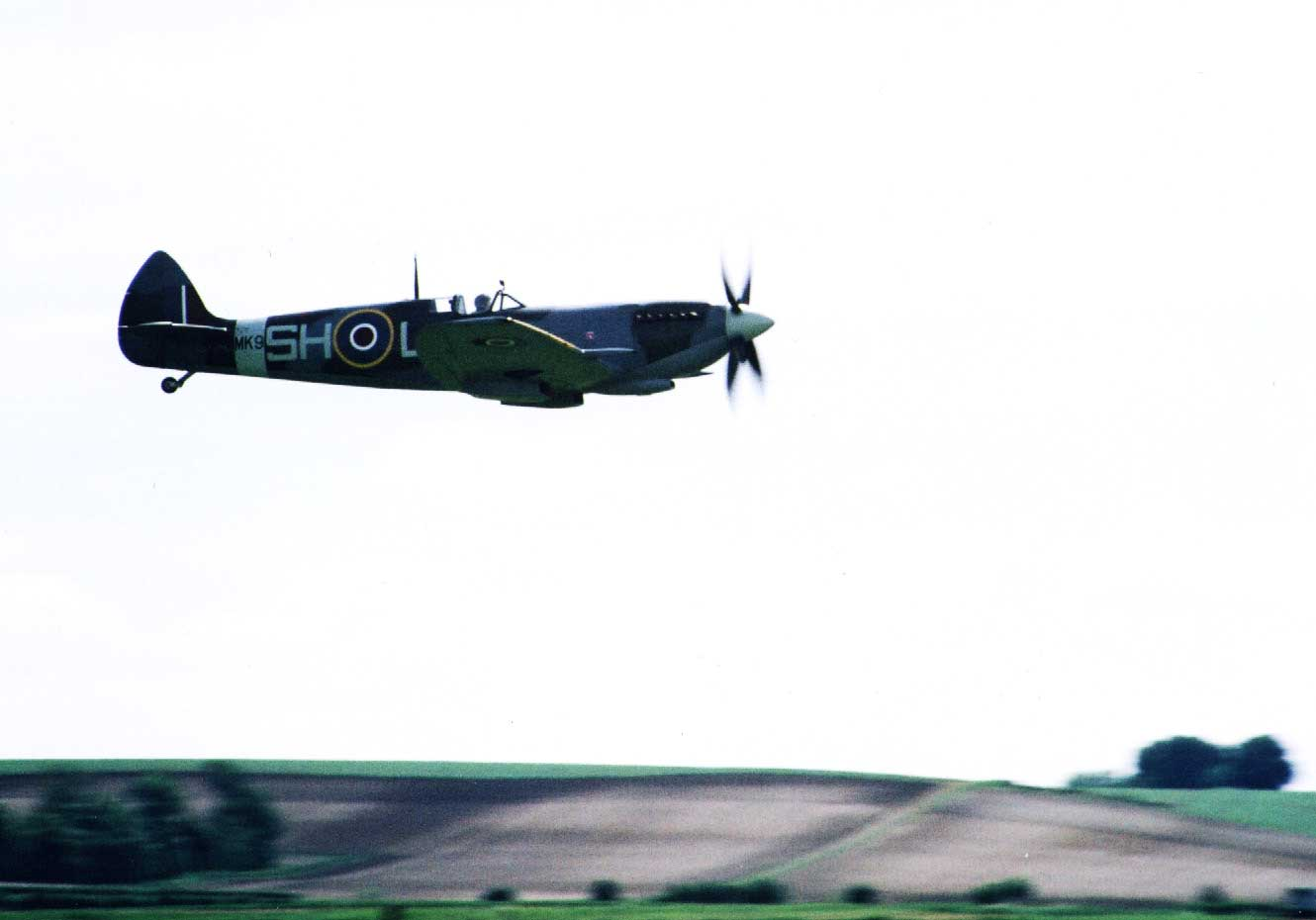
Spitfire đang bay lướt nhanh qua. Duxford, năm 2001.

### Vũ khí
- 2 × pháo tự động Hispano-Suiza HS.404 20 mm (0,787 in), 60 (sau này tăng lên 120) viên đạn mỗi khẩu
- 4 × súng máy Browning M1919 7,7 mm (0,303 in), 350 viên đạn mỗi khẩu
- 2 × 110 kg (250 lb) bom

## Nội dung liên quan

### Máy bay liên quan
- Supermarine S.6B
- Supermarine Seafire
- Supermarine Spiteful
- Supermarine Seafang

### Máy bay tương tự
- Bell P-39
- Curtiss P-40
- Dewoitine D.520
- Focke Wulf Fw 190
- Hawker Hurricane
- Hawker Tempest
- Heinkel He 112
- Kawasaki Ki-61 Hien
- Macchi MC.202 Folgore
- Macchi C.205 Veltro
- Martin-Baker M.B.5
- Messerschmitt Bf 109
- Mikoyan-Gurevich MiG-3
- North American P-51 Mustang
- Yakovlev Yak-9

### Trình tự thiết kế
Walrus - Spitfire - Sea Otter - Spiteful - Attacker - Seagull - Swift - Scimitar

### Danh sách liên quan
- Danh sách máy bay chiến đấu
- Danh sách máy bay quân sự Anh Quốc
- Danh sách máy bay trong Chiến tranh Thế giới II
- Danh sách máy bay tiêm kích

Bản mẫu:Supermarine Spitfire